# Astemia

Quota di popolazione con più di 15 anni che, secondo quanto riferito, non ha mai bevuto alcol. La media globale è del 45%.

L'astemìa è la pratica o la promozione dell'astinenza personale totale dal consumo di alcol, in particolare di bevande alcoliche. Una persona che pratica (e possibilmente sostiene) l'astemia è chiamata astemio. A livello globale, quasi la metà degli adulti non beve alcol (esclusi coloro che erano soliti bere ma hanno smesso). Sono state fondate numerose organizzazioni per la temperanza al fine di promuovere l'astemia e fornire spazi in cui i non bevitori possano socializzare.

## Etimologia
Il termine "astemìa", pratica effettuata dall' "astemio", deriva dalla parola latina "abstemius" composto dal prefisso privativo ab- e dal sostantivo “temus” o “temum”, parola che indicava una bevanda fermentata.

## Pratica
Nei locali in cui si serve l'alcol, che siano bar, ristoranti o discoteche, gli astemi si astengono completamente dal bere o consumano bevande analcoliche come acqua, succhi di frutta, tè, caffè.

## Ragioni
Alcune delle ragioni più comuni per cui si sceglie di non bere sono di natura psicologica, religiosa, sanitaria, medica, filosofica, sociale, politica, alcolismo passato o semplicemente di preferenza.

### Nel Cristianesimo
La Chiesa ortodossa orientale, la Chiesa cattolica romana (in particolare i neocatecumenali), le Chiese luterane, le Chiese ortodosse orientali e la Comunione anglicana richiedono tutte il vino nel loro rito religioso centrale dell'Eucaristia. Al contrario, le chiese di tradizione metodista (che tradizionalmente sostengono l'astemio) richiedono che nel sacramento eucaristico venga utilizzato "succo d'uva puro e non fermentato".
Nel Vangelo di Luca (1:13–15), l'angelo che annuncia la nascita di Giovanni Battista predice che "sarà grande davanti al Signore e non berrà né vino né bevande inebrianti; e sarà pieno di Spirito Santo fin dal grembo di sua madre". Il la parola "vino" (e termini simili) consumato dal popolo di Dio ricorre più di duecento volte sia nell'Antico che nel Nuovo Testamento.
Alcuni cristiani scelgono di praticare l'astemia durante la Quaresima, rinunciando alle bevande alcoliche come sacrificio quaresimale.

### Nell'Islam
Nell'Islam, la parola araba "Khamr" (in arabo خمر‎?) si riferisce a qualsiasi sostanza inebriante. I paesi musulmani hanno bassi tassi di consumo di alcol, con molti che applicano una politica di proibizionismo. Inoltre, la maggior parte dei musulmani non beve e crede che consumare alcol sia proibito (haram).
Ibn Majah e al-Tirmidhi narrarono un Hadith autentico secondo cui se un musulmano beve alcol e non si pente, entrerà all'Inferno dopo la morte e sarà "costretto a bere il pus della gente del Jahannam".